# Gabriel Adam
Gabriel Adam, de son nom complet Gabriel Ambroise Adam, né le 11 février 1800 à Paris et décédé le 5 août 1885 à Samois-sur-Seine, est un homme français.

## Biographie
Avoué à Paris, il est maire de Clichy-la-Garenne et conseiller général de 1872 à 1877 du canton de Rozay-en-Brie. Il est sénateur de Seine-et-Marne de 1876 à 1885, siégeant sur les bancs républicains.

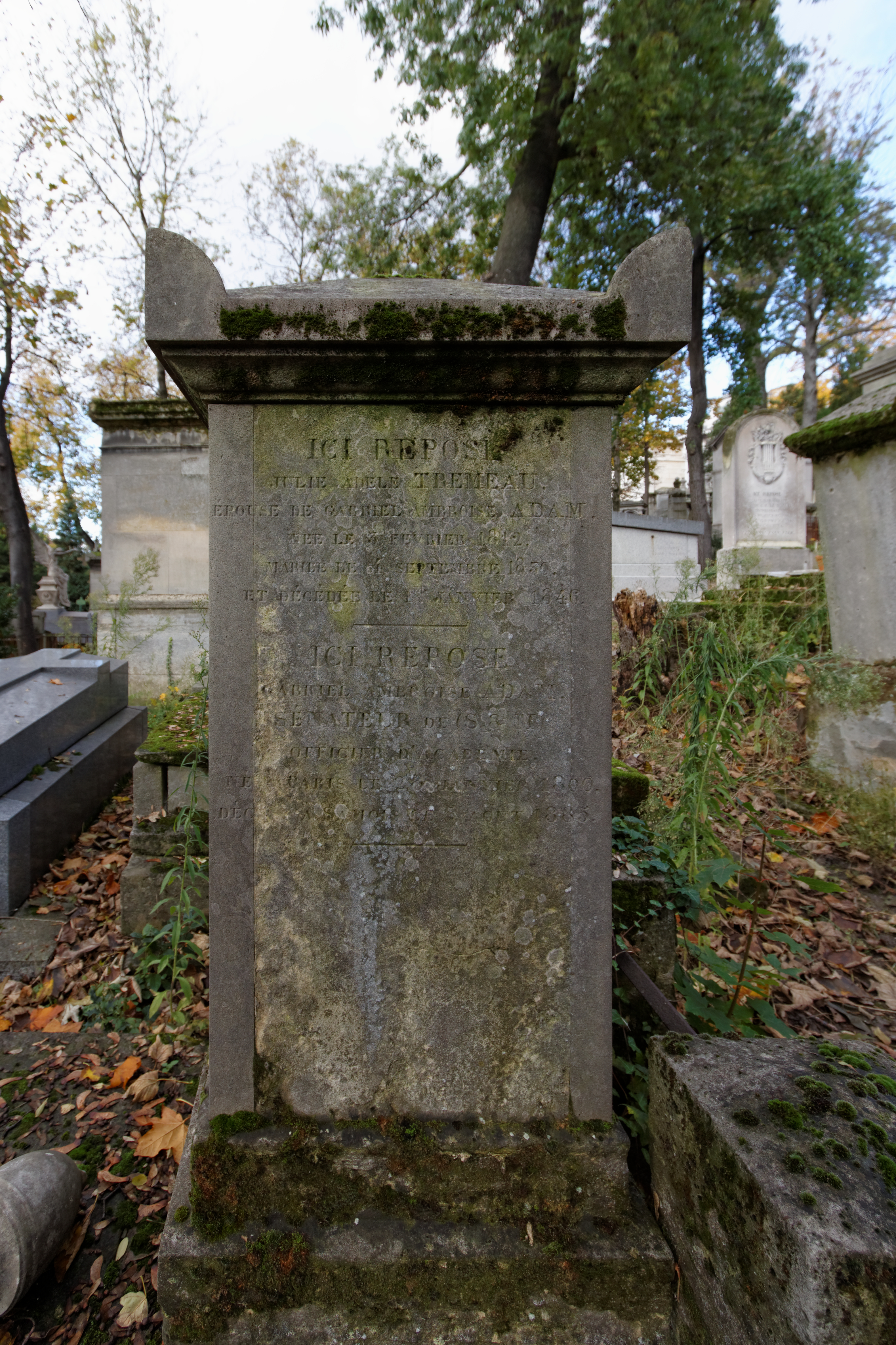
Pierre tombale au cimetière du Père-Lachaise.

## Sources
- « Gabriel Adam », dans Adolphe Robert et Gaston Cougny, Dictionnaire des parlementaires français, Edgar Bourloton, 1889-1891 [détail de l’édition]